# Panic Stations
Panic Stations es el sexto álbum de estudio de la banda estadounidense de punk pop Motion City Soundtrack. Fue lanzado el 18 de septiembre de 2015 a través de Epitaph Records. Tras un extenso ciclo de giras en el que el grupo interpretó íntegramente varios álbumes anteriores, Motion City Soundtrack perdió a uno de sus miembros más veteranos: el baterista Tony Thaxton, quien renunció al grupo en 2013. La banda continuó de gira con su nuevo baterista, Claudio Rivera, durante el año siguiente mientras componía material nuevo para su sexto álbum.
Fue grabado en Pachyderm Studio en Cannon Falls, Minnesota, el álbum se grabó en directo, a diferencia de los álbumes anteriores del grupo. El grupo convivió en el estudio y completó la grabación en 14 días, el tiempo más corto que la banda ha dedicado a un álbum. Tras su lanzamiento, Panic Stations recibió críticas positivas de la crítica musical, pero debutó en los últimos puestos de las listas de éxitos en Estados Unidos y Australia. Al año siguiente, anunciaron su disolución y una gira de despedida, pero se reunieron en 2019.

## Lista de canciones
Todas las canciones escritas y compuestas por Motion City Soundtrack. 
| N.º | Título                        | Duración |  |
| 1.  | «Anything at All»             | 2:40     |  |
| 2.  | «TKO»                         | 3:38     |  |
| 3.  | «I Can Feel You»              | 4:47     |  |
| 4.  | «Lose Control»                | 2:31     |  |
| 5.  | «Heavy Boots»                 | 3:01     |  |
| 6.  | «It's a Pleasure to Meet You» | 3:43     |  |
| 7.  | «Over It Now»                 | 2:46     |  |
| 8.  | «Broken Arrow»                | 3:11     |  |
| 9.  | «Gravity»                     | 2:59     |  |
| 10. | «The Samurai Code»            | 3:54     |  |
| 11. | «Days Will Run Away»          | 5:23     |  |

## Posicionamiento en lista
| Lista (2015)                            | Posición |
| --------------------------------------- | -------- |
| Australian Albums (ARIA)                | 80       |
| Estados Unidos (Top Alternative Albums) | 18       |
| Estados Unidos (Independent Albums)     | 22       |
| Estados Unidos (Top Rock Albums)        | 28       |
| Estados Unidos (Billboard 200)          | 141      |

## Personal
Motion City Soundtrack
- Justin Pierre – voz principal, guitarra, teclados
- Joshua Cain – guitarra, voz
- Jesse Johnson – Moog, teclados, voz
- Matt Taylor – bajo, voz, teclados, programación, percusión
- Claudio Rivera – batería, percusión, voz, teclados